# チャンス商会〜初恋を探して〜
『チャンス商会〜初恋を探して〜』（ちゃんすしょうかい ~はつこいをさがして~、原題：장수상회）は、2015年の韓国映画。2008年のアメリカ映画『やさしい嘘と贈り物』のリメイク作品である。

## ストーリー
スーパーマーケット「チャンス商会」で働くソンチル(パク・クニョン)は頑固で気の短い独り身の老人だったが、向かいの家に引っ越してきた老婦人のグンニム(ユン・ヨジョン)の積極的な態度に自然に惹かれるようになる。スーパー近辺の再開発を断固として拒絶するソンチルをなんとか説得したい「チャンス商会」の店長チャンス(チョ・ジヌン)ら周辺住民はソンチルとグンニムの仲を近づけようとソンチルを手助けし、ソンチルは結婚を意識するようになる。しかし、グンニムがある理由で突然ソンチルの前から姿を消す。グンニムを探す過程で、ソンチルはチャンスの妹のミンジョン(ハン・ジミン)からとある秘密を明かされる。

## キャスト
- ソンチル：パク・クニョン
- グンニム：ユン・ヨジョン
- チャンス：チョ・ジヌン
- ミンジョン：ハン・ジミン
- ミンソン：チャンヨル(EXO)
- アヨン：ムン・ガヨン
- パク嬢：ファンウ・スルヘ